# كاثرين أتكينسون
كاثرين هيلين أتكينسون سياسية في حزب العمال البريطاني ومحامية تشغل منصب عضو البرلمان عن منطقة ديربي الشمالية منذ عام 2024. هزمت المحافظة أماندا سولواي.